# Przedświt (poemat)
Przedświt – poemat mesjanistyczny Zygmunta Krasińskiego napisany w latach 1841–1843. 
Wydany w 1843 r. w Paryżu jako utwór Konstantego Gaszyńskiego. Drukowany pod nazwiskiem autora od 1869 r. Poemat nawiązuje do głośnego romansu poety z Delfiną Potocką. Mesjanizm utworu dotyczy zarówno całego narodu polskiego, jak i jego poszczególnych klas społecznych: szlachta została przedstawiona jako grupa przewodząca narodowi. Zygmunt Krasiński ukazuje w poemacie konsekwencje wiary w bezpośrednią interwencję boską i zwycięstwa dobra nad złem.

## Okoliczności powstania utworu
Pomysł poematu narodził się w październiku 1841 podczas pobytu poety wraz z Delfiną Potocką w alpejskiej Varennie nad jeziorem Como. Przełom 1841 i 1842 spędził Krasiński w Monachium. Pod koniec listopada 1841 zwierzał się Delfinie z rozpoczęcia pracy nad poematem, który nazywał Ideałem Varenny. Wspomnienia znad jeziora Como i skrystalizowanie się poglądów filozoficznych zaowocowało powstaniem szkicu utworu pod koniec roku. Pracy nad poematem sprzyjała możliwość prowadzenia dysput filozoficznych z przebywającym w Monachium Konstantym Danielewiczem, który wówczas pracował nad artykułami nawiązującymi do systemów Hegla i Cieszkowskiego. Szybkiemu ukończeniu utworu przeszkodziła najpierw choroba poety, a potem kilkutygodniowa choroba i śmierć Danielewicza 27 marca 1842. W kwietniu donosił Cieszkowskiemu, że poemat ma już prawie ukończony, że jednak brak mu zakończenia. Do pracy powrócił jesienią po powrocie ze wspólnego z Delfiną pobytu w Sestri di Levante i w Nicei. Pod wpływem lektur filozoficznych Charlesa Stoffelsa i wykładów Mickiewicza w Collège de France uporał się z problemami ideowymi. 4 stycznia 1843 donosił Delfinie Potockiej o ukończeniu pracy nad utworem. Rękopis przekazał przyjacielowi Konstantemu Gaszyńskiemu, który zgodził się użyczyć mu swego nazwiska. Gaszyński zapoznał się rękopisem w marcu i po sporządzeniu kopii, przesłał ją do Paryża. Przedświt ukazał się drukiem u Eustachego Januszkiewicza na początku maja 1843.

## Treść

### Wstęp

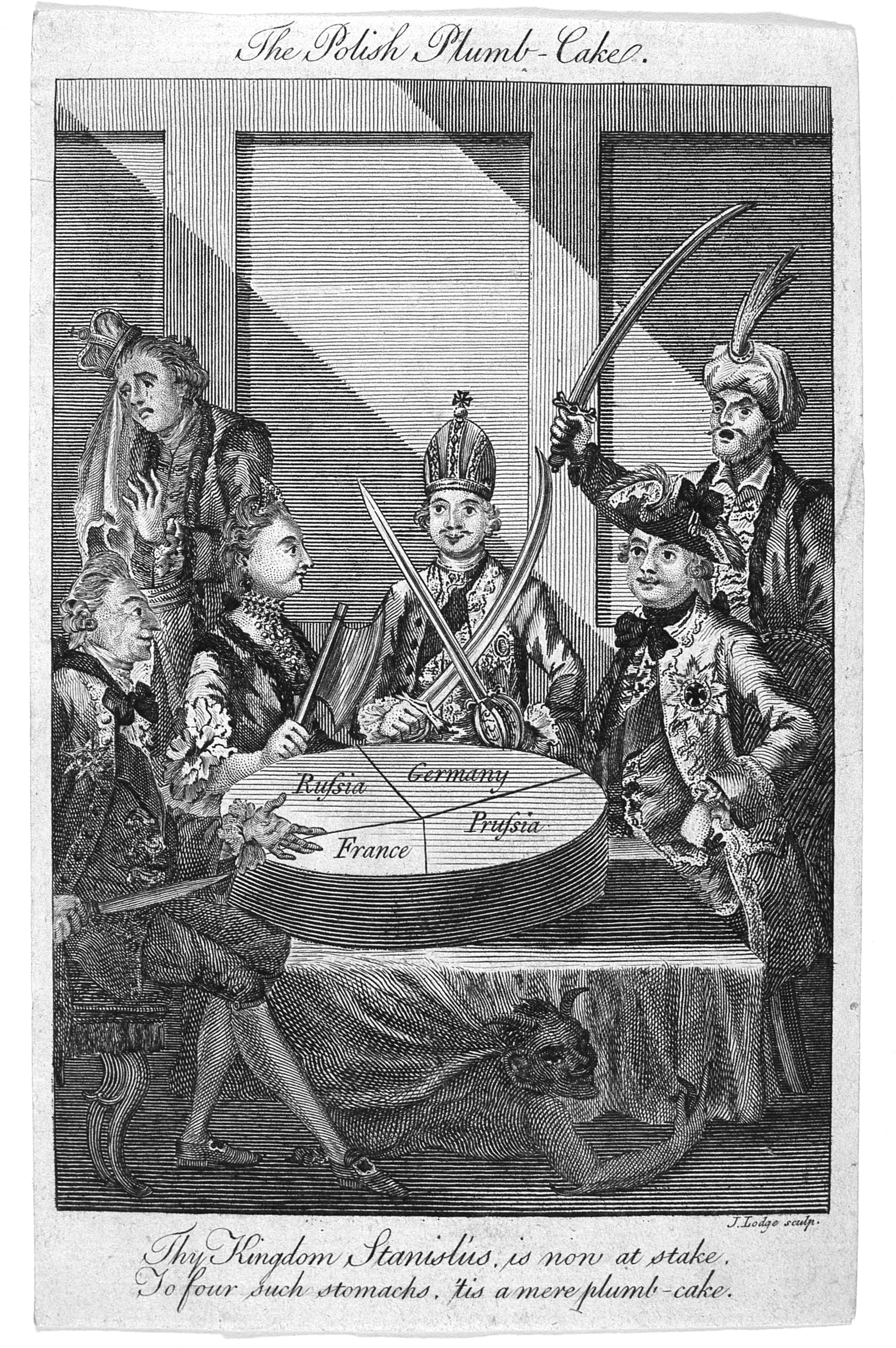
Podział polskiego ciastka. John Lodge. 1774.

W czasach przed przyjściem Chrystusa krytyka rozumu zniszczyła wszelką dawną wiarę, nic żywotnego nie tworząc. Plebejusz Mariusz i patrycjusz Sulla próbowali przez rozlew krwi i terror zatrzymać kształt przeszłości już to republikańskiej, już to arystokratycznej. Brutus, który zamordował największego przed Napoleonem człowieka, a umierając zakrzyknął: cnota także jest złudzeniem, jest obrazem tego czasu. A choć duchowo pusty, świat ten materialnie wciąż się rozrastał, podbijając nowe terytoria, aż po Cezara, który wszystko pomieszał i połączył. Stał się aniołem, który usunął przeszkody przed nadchodzącym Bogiem, doprowadzając świat do materialnej jedności, bez której nie mogłoby się rozprzestrzeniać słowo życia. Następcy Cezara prześladowali młode chrześcijaństwo, nie wiedząc, że trzeba by zniszczyć dzieło Cezara, by przeszkodzić rozprzestrzenianiu się nowej religii. Tymczasem dbając o jedność i trwanie Cesarstwa, stawali się narzędziem w ręku Opatrzności.
Minęło dwa tysiące lat i te same znaki widać: rzeczpospolita rzymska upada, krwawe cienie Mariusza i Sulli wstały pod postacią Dantona, Saint-Justa i Robespierre'a, a dni Cezara objawiły się w dniach Napoleona, który umierając powiedział: ode mnie liczyć się będzie nowej ery początek. Nim to się jednak stanie musi dojść do wyczerpania się starego świata. I to się dzieje: od Lutra Europa jest w stanie nieustannej wojny, Kościół podzielony na dziesiątki wyznań, filozofia tknięta niemocą krytycyzmu. Odżyły wszelkie bluźnierstwa: herezje chrześcijańskie, panteizm indyjski, dualizm perski, wyłączny idealizm i zmysłowość. Oznaki śmierci każą jednak szukać znaków zmartwychwstania. Napoleon oczyścił drogę Panu. Przebudził z uśpienia narodowości. Przed Chrystusem był tylko naród hebrajski, nie znano bowiem celu, do którego dążą narody. Celem zaś jest Królestwo Boże, a w nim nieśmiertelność każdego człowieka i harmonia wszystkich możności ducha ludzkiego, które się wyrażają przez narodowości.
Słowo Boże nie mogło od razu przetworzyć polityki pogańskiego świata. Musiało najpierw chrześcijańskimi uczynić dusze ludzkie. Stąd musi przejść w sferę polityki, aby państwo Cezara stało się nicością, a królestwo Boże wszystkim. Narzędziem do tego prowadzącym są narodowości. Papieże w średnich wiekach podjęli ten wysoki ideał chrystianizacji stosunków politycznych, ale źle go pojęli, jako zwierzchnictwo Kościoła nad świeckimi organizmami. Ten ideał się rozsypał, a polityka od czasów reformacji stał się całkiem pogańska. Przeniknął do niej makiawelizm, dyplomacja, państwa stawały się rozćwiartowanymi narodami. Nigdzie jednak idea Chrystusowa nie została tak zgwałcona jak w rozbiorze Polski. Trzy państwa podążające za swym egoizmem rozerwały żywego członka ludzkości. Próba rozebrania i zabicia narodowości, bez której nie może się obyć urzeczywistnienie idei ludzkości na ziemi jest targnięciem się na prawdę Bożą. Duch polski dopiero wskutek rozbiorów uświadomił sobie, że jest narzędziem wybranym do posunięcia postępu naprzód. W narodowości, która została skaleczona najsilniej się bowiem uwidacznia idea ludzkości. Koniecznym warunkiem nadchodzącego postępu ludzkości jest obecnie zmartwychwstanie Polski. Potrzeba śmierci i zmartwychwstania Polski, by Słowo Jezusa objawiło w sumieniu ludzkości, że sfera polityki musi się stać religijną. I albo Słowo to nie wyda owoców albo gwałt na Polsce dalej trwać nie może.

### Poemat

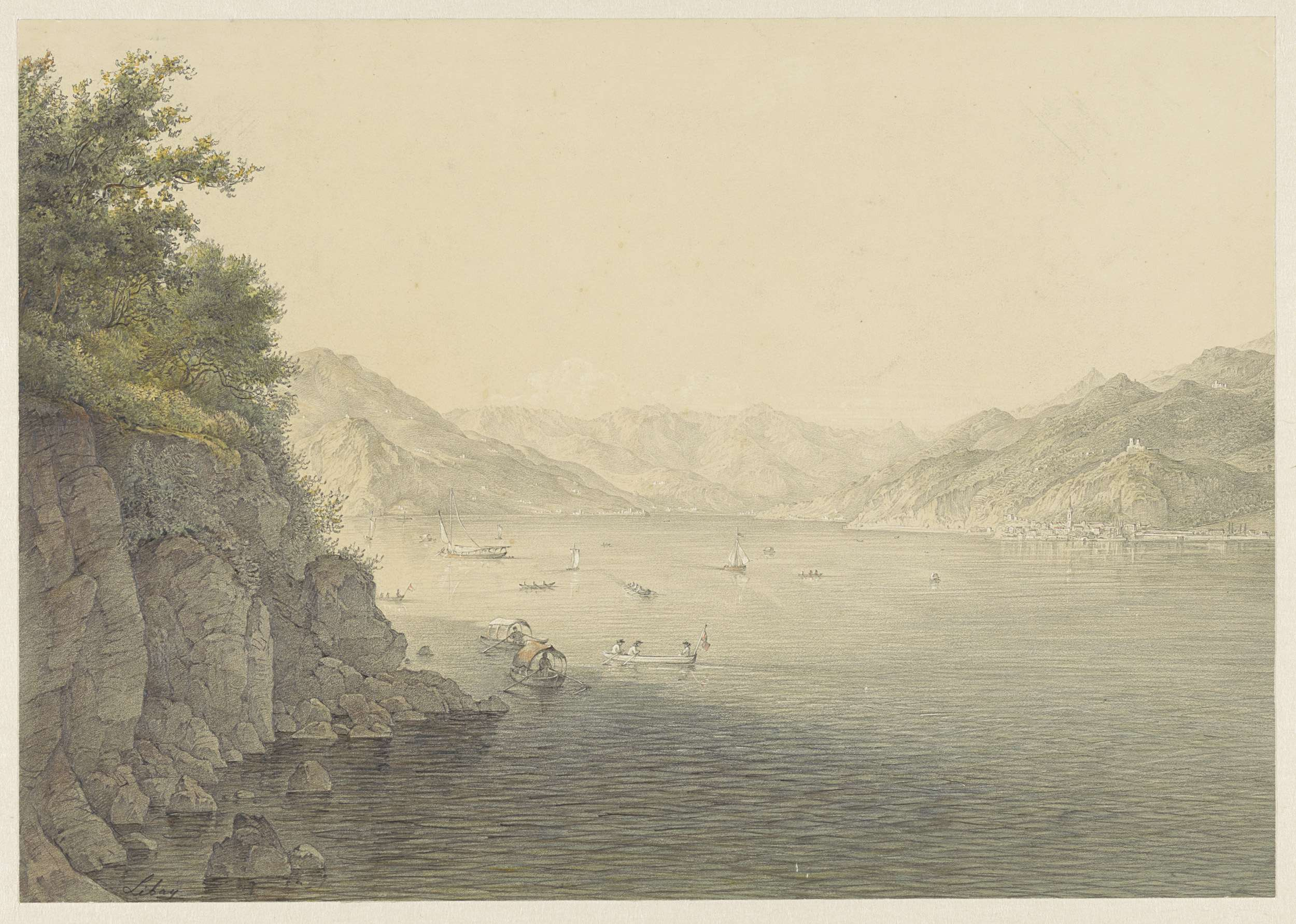
Varenna nad jeziorem Como. 1824-1888.

#### Rozmyślania na jeziorze
Poeta, wygnany z ziemi ojców, błąkał się po obcych krajach, mając nadzieję, że Bóg przywróci jego ojczyznę do życia. Tak się jednak nie stało. Popadł w zupełną beznadzieję. Jak Dante przeszedł za życia przez piekło. I on miał swoją Beatrix, która jednak nie opuściła go dla nagrody z nieba, lecz pocieszała w smutku. Poeta intonuje więc, pieśń, która strzec będzie ich wspólnego grobu. Wspomina szczyty Alp nad brzegiem włoskiego jeziora, Beatrix w łodzi, grającą na harfie przy świetle księżyca, gdy mu się zdawało, że jego Święta ojczyzna wstaje z trumny. Wiatr ich miota po życia drogach, ale mają siebie. Pozbawieni matki (ojczyzny) proszą Boga o sąd nad wrogami. Modlą się wsłuchani w harfę, która została pozbawiona jednej struny, w nadziei, że zostanie przywrócona. Czekają na zmartwychwstanie, które Bóg jest winien sobie.
Beatrix uklękła w łodzi i oparła głowę o harfę. Poeta twierdzi, że Polacy umierając przyjęli na siebie karę za winy braci i trzeciego dnia powstaną. Kto zmarł za innych, rośnie w ich sercach, przepalając je miłością, jak Bóg, co z nieba daje siebie, ale siebie nie traci. Mordercy Polski chcieli zabić nieśmiertelne życie, a zranili tylko ciało. Kto swą śmiercią rozplenia życie, jest wiecznotrwały. Kona na zawsze, kto śmierć zadaje. Kaci, szpiedzy, kłamcy są tylko gadem, choć mają się za bogi. Poeta chciałby im odebrać znamię człowieczeństwa i policzyć między zwierzęta. Przyzywa swą siostrę, by oparła czoło na jego ramieniu. Przed brzaskiem chce jej obwieścić coś jeszcze.

#### Wizje przodków
Poeta wywołuje obraz pokrytej śniegiem, nocnej, równiny, z której wyrastają liczne groby. Z grobowców słychać brzęk szabli i zbroi. Gdy wstają z grobu królowie, rycerze, hetmani cmentarz przemienia się w dawną Polskę, od której bije blask. Poeta urodzony w niewoli pyta ich dlaczego roztrwonili życie ojczyzny. Umarli, świadomi tajemnicy, gardzą w świętej dumie tym pytaniem. Wtedy hetman w skromnym pancerzu, co nie z soli, ani z roli, odpowiedział, że na kogo Bóg zsyła cierpienie, temu daje też obietnicę. Łaska Boża zesłała Polaków na te bezdroża, by nie żyli jak inni podle. Niech poeta nie szuka winy w ojcach. Żywy nie może wiedzieć jaki czas jest bliski, a jaki daleki. Gdyby jego ojcowie weszli w gmach współczesnej cywilizacji, staliby się kramem nie narodem. W ten sposób ojcowie szli ku Polsce, która będzie. Szli po staremu, ale dzięki ich winie wyjdzie z Polski ludów lud jedyny. To powiedziawszy hetman znika w grobie. Cały cmentarz się zapada. 
Nad górami zachodzi za chmury księżyc. Na górach pojękują duchy przodków. Beatrix zaczyna grać:Jeszcze nie zginęła. Duchy zsuwają się z gór i formują na jeziorze pochód białych postaci. Na ich czele zjawia się królowa z nieba w częstochowskiej koronie. Duchy przyoblekają się w zbroje, hełmy i broń, jakby ku obronie anielskiej pani. Królowa zstępuje na czele wojska do otchłani, by ponownie zdeptać węża i zapowiedzieć, że jej polski lud zwycięża. Kiedy polscy rycerze podepczą odwiecznego wroga ludzi, Pan otrze łzy na wieki. Odeszli, pozostaje czekać ich powrotu. Zniknęli na wschodzie w promieniach wschodzącego nad jeziorem słońca.

#### Wizja Polski chwalebnej

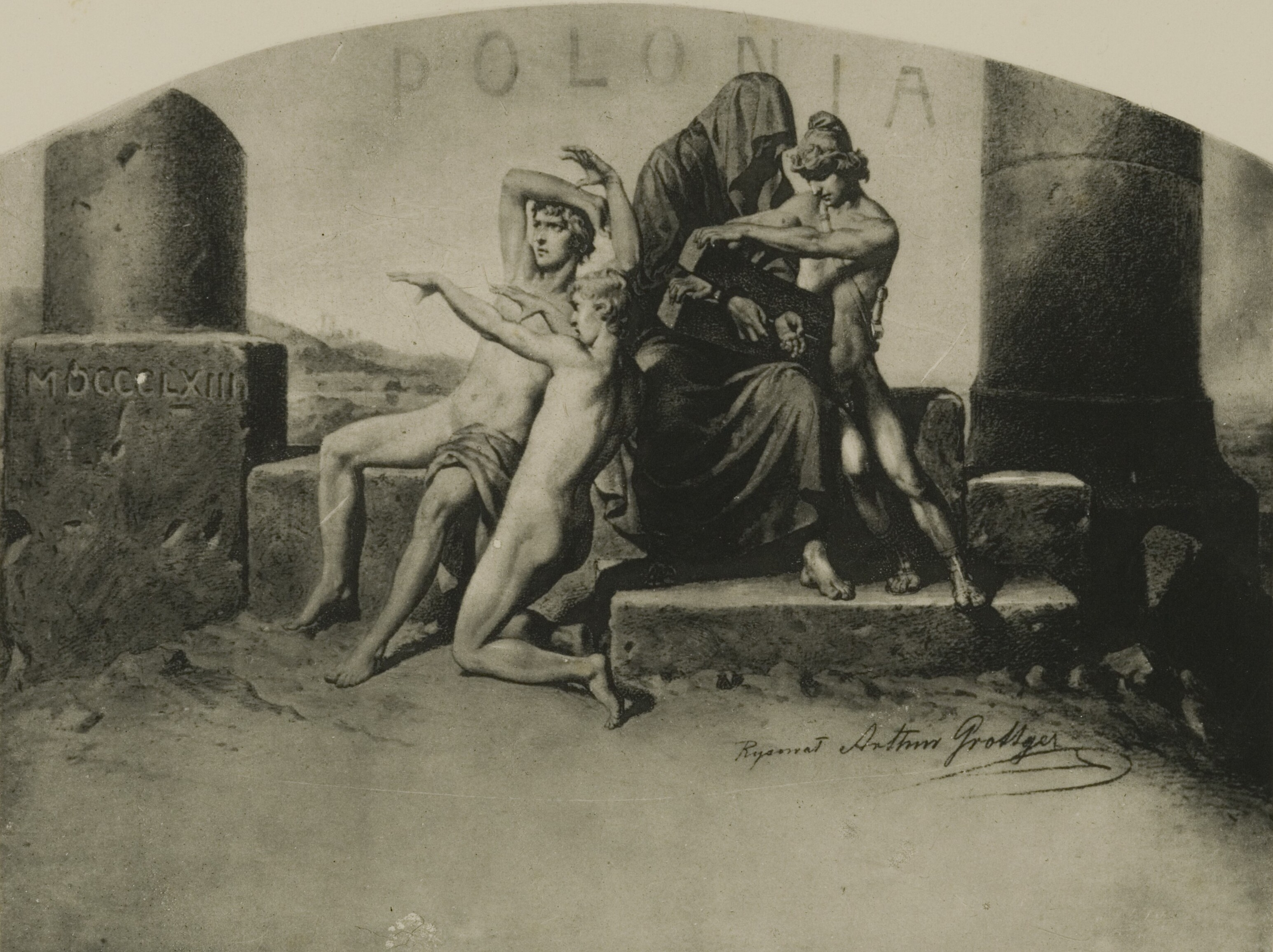
Alegoria Polski wyzwalającej się z kajdan. Polonia. A. Grottger.

Poeta jest szczęśliwy, że Polska będzie, chciałby wszystkim podziękować. Jego myśl ulatuje ku krainie wszechświatła i wszechmiłości, gdzie przemienionymi oczyma widzi, choć gdzie nie wie, widmo przyszłej Polski, nieśmiertelnej, w krwawej koronie, rozerwanych kajdanach, z mieczem u pasa, na którego rękojeść zostały zatknięte trzy korony byłych zaborców. Za nią wstają Boże mary innych narodów, ale nie tak wspaniałe. Wszystkie w różanych wieńcach na głowach, kłaniają się Polsce i rzucają jej pod stopy róże. Z kwiatów powstaje płaszcz purpurowy, który spowija Polskę. Ludy przyklękają, a głos z nieba mówi: jak im Syna niegdyś dałem / Tak im, Polsko! Daję ciebie! Bóg powołuje ją, by była jego córką i jak Syn, głosicielką prawdy, aż się staną wszystkie ludy jednym arcytworem Ducha. Polska w postaci archanioła unosi się w górę, a za nią płyną wszystkie ludy. Wszechświat cały płonie tysiącem iskier, a wśród nich drogą do Ojca podążają narody prowadzone przez Polskę. Obraz chwieje się i znika.
Poeta radzi swej przyjaciółce porzucić smutek. Zabłysnął już zwycięski świt. Na ziemię ukochaną przyjdzie nowych ludzi plemię. Duch stwarza ziemię, na której nie będzie już zbrodniarzy. Panowie z niewolnicami wstąpią na tron, trzymając się za ręce. Wszystko zostaje zrozumiane: przeszłość, męki czyśćca, kielich goryczy. Duch przemienionej Polski już nie skona. Bóg wytknął umarłym drogę w niebios progi. Z męki Polaków wzięło początek królowania Boga na ziemi. Moc szatana została zdławiona. Ze zwłok jego wydobędzie się Przedświt - Boży serafin, który będzie stróżem planety. Wszystkie sprzeczne siły połączyły się ze sobą w harmonijną melodię. Silny nie uciska już słabego. Nastał szczęśliwy wiek.
Tak marzyli o przedświcie wygnaniec i wygnanka na jeziorze. Cokolwiek dalej się stanie, Poeta zapowiada, że jego pieśń jest już skończona. Teraz wstać mają jego czyny. Ostatnie swe słowa kieruje ku umiłowanej siostrze, by czuwała nad nim w jego trudach.

## O utworze
W Przedświcie Krasiński zespolił dwa dotąd osobne nurty swej twórczości: problematykę historiozoficzną, pojawiającą się wcześniej w poematach i rozprawach teoretycznych, oraz tematykę miłosną, która była tematem wierszy. Poeta łączył już wcześniej elementy realistyczne i wizyjne, nigdy wcześniej jednak obrazy przyrody, tezy historiozoficzne i wizje nie zostały umieszczone w ramach utworu miłosnego. Zespolenie ukochanej ze światem wielkich idei miało swoją tradycję literacką, mającą swoje źródło w romantycznej koncepcji miłości, w której kochanka jest jednocześnie przewodniczką na drodze ku ideałom. Uwielbieniem kobiecości kończył się Faust Goethego. Ukazywanie ukochanej na tle przyrody miało również swoje tradycje w literaturze romantycznej. Bezpośredniej inspiracji dostarczył w tym przypadku Krasińskiemu, rozgrywający się na tle alpejskiej przyrody poemat miłosny Słowackiego W Szwajcarii.
Przed przeanieloną kochanką, którą nazywa siostrą, roztacza poeta wizję rycerskiego pochodu, któremu przewodzi hetman Czarniecki. Hetman nawiązuje do myśli świętego Augustyna o szczęśliwej winie Adama i Ewy, umożliwiającej wcielenie i odkupienie przez Chrystusa rodzaju ludzkiego. Przeszłość szlachecka Polski jest błogosławiona, dzięki niej kraj uratował się od kramarskiej, czyli kupieckiej, klęski współczesnych Krasińskiemu narodów europejskich. Pogłębieniu uległo życie duchowe Polaków. Polska staje się w oczach autora uosobieniem najwyższych idei i prawd Chrystusowych. Autor rozwija we Wstępie analogię pomiędzy ostatnimi latami republiki rzymskiej, a latami rewolucji francuskiej i wojen napoleońskich. Wówczas kryzys religii i filozofii, zwątpienie i klęski poprzedziły przyjście na ziemię Chrystusa. Towarzyszące poecie kryzysy i konflikty zapowiadają ponowne objawienie i urzeczywistnienie jego nauki już nie tylko wśród pojedynczych ludzi, ale między narodami i państwami. Orędzie Jezusa zostało pogwałcone przez rozbiory, dlatego Polsce przypada szczególne miejsce w głoszeniu nowych idei w świecie polityki. Wobec tego zmartwychwstanie Polski jest czymś nieuchronnym. Jego istnienie jest niezbędnym warunkiem postępu świata.
Poemat przesycony jest mistycyzmem religijnym i entuzjastycznym oczekiwaniem na nastanie nowej epoki. Stanowi kompletny wykład polskiego mesjanizmu, wywodzącego się od Mickiewicz, a przeżywającego rozkwit w latach 40. Mesjanizm Krasińskiego nie był ideą nową. Pobrzmiewają w nim echa poglądów Schellinga, Hegla, Cieszkowskiego, Hoene-Wrońskiego i Mickiewicza. U nikogo jednak nie została tak uwypuklona rola Polski, przyjmującej ofiarę za grzechy świata i przemieniającej się w głosiciela nowych prawd w sferze stosunków międzynarodowych.
Przedświt jest napisany zróżnicowanym wierszem: od ośmiozgłoskowca, przeplatanego siedmiozgłoskowcem z rymami męskimi, nadającymi wierszom lekkość i swobodę po jedenastozgłoskowiec. Za zmianą rytmu idzie w utworze stopniowanie wrażeń i uczuć.

## Recepcja
Wśród współczesnych poemat cieszył się dużym uznaniem. Kolejne wydania ukazały się w 1845 i 1851. Przez lata utwór upajał i odurzał rzesze czytelników swym kojącym przesłaniem, wysoką oceną znaczenia Polski, skłaniał do oczekiwania zmian. W tragicznym momencie narodowego tułactwa współcześni znajdowali w nim hasła miłości narodu i ludzkości, wiary w zwycięstwo wielkich idei, w możliwość poznania prawdy, miłości do kobiety i natury. Z głębokim wzruszeniem odczytywano wówczas poemat publicznie, sycąc się wyidealizowanym obrazem ojczyzny i wspaniałymi perspektywami na przyszłość.
Najwięcej sprzeciwów budził utwór w obozie demokratycznym. Polemizował z nim Słowacki w Odpowiedzi na «Psalmy przyszłości». Jednak wraz z przypływem nastrojów patriotycznych w latach przedpowstaniowych, wzrastała poczytność poematu. Napisany wierszem melodyjnym i łatwo wpadającym w ucho, przypominającym śpiewnością poezję bardzo wówczas popularnego Bohdana Zaleskiego, utrwalał pozycję Krasińskiego jako narodowego wieszcza.